# Victor Rault
Victor Rault (* 22. April 1858 in Dinan, Bretagne; † 1930) war ein französischer Politiker. Er war Präfekt von 1902 bis 1919 für die Départements Ille-et-Vilaine (1902–1907), dann Loire-Inférieure und schließlich im Département Marne. Im Anschluss wurde er 1919 bis 1920 zum Staatsrat im Saargebiet ernannt.
Rault war für den Völkerbund der erste Präsident der Regierungskommission des Saargebietes (1920–1926). Für seine Verdienste für Frankreich wurde er 1922 zum Großoffizier der Ehrenlegion (G. O. LH) ernannt.